# Prisca sapientia
Prisca sapientia, latin för "urgammal visdom". Enligt en utbredd uppfattning under renässansen hade Gud uppenbarat delar av den yttersta sanningen för mänskligheten flera gånger under forntiden. Av denna anledning sökte man ständigt efter så gamla texter som möjligt för att, om möjligt, återskapa denna äldsta visdom. Den viktigaste källan var givetvis Bibeln. Men även texter som Corpus Hermeticum och kabbala ansågs innehålla ledtrådar till denna visdom.